# سید نورخدا موسوی مفرد
سید نور خدا موسوی مفرد؛ (۱ خرداد ۱۳۴۹–۱۵ آبان ۱۳۹۷ خرم‌آباد) یک نظامی و جانباز اهل استان لرستان بود.
او یک تکاور نیروی انتظامی و فرمانده یگان تکاوری زاهدان بود که در تاریخ ۱۷ اسفند ۱۳۸۷ هنگام درگیری با گروه جندالله به رهبری عبدالمالک ریگی بر اثر اصابت یک گلوله دو زمانه به سرش در منطقه پل شکسته لار شدیداً مجروح شد. همرزمانش وی را به بیمارستان زاهدان منتقل کردند ولی بعد از عمل در وضعیت درمان وی بهبودی حاصل نشد و او با عنوان جانباز ۱۰۰ درصد بدون هیچ حرکت فیزیکی با زندگی نباتی ۱۰ سال راگذراند و در شامگاه ۱۵ آبان ۱۳۹۷ درگذشت.